# Візантійська література
Візантійська література — в широкому сенсі — вся сукупність текстів, написаних давньогрецькою та середньогрецькою мовами в період існування Візантійської імперії.
Хронологічні рамки встановлюють від початку IV століття — середини VI століття до середини XV століття. В естетичному плані візантійська література відповідала загальним трендам візантійської культури, цінність якої в цілому довгий час оцінювалася істотно нижче, ніж попередня антична.